# Белокрыльник
Белокры́льник, или Ка́лла (лат. Cālla) — род многолетних водно-болотных или прибрежных травянистых растений семейства Ароидные, или Аронниковые (Araceae). Род является единственным представителем подсемейства Calloideae и включает только один вид — Белокрыльник боло́тный (Calla palūstris L.). Ранее род понимался более широко, в садоводстве многие виды ароидных до сих пор именуются «каллами».
Ареал — от умеренных до тропических областей Северного полушария. Встречается во многих регионах России, от европейской части до Урала, Сибири и Дальнего Востока. Обитает по топким берегам водоёмов, в болотистых и влажных местах.
Выращивается как декоративное растение, применяется в ландшафтном дизайне. Ядовитое растение; используется в народной медицине.

## Название
Латинское родовое название Calla было взято Карлом Линнеем из «Естественной истории» Плиния Старшего.
В России, по Анненкову, растение имело множество местных названий: белый попутник, бобак, бобовник, болотная трава, вахка (вахта), водяной корень, гуска, житница (местное название в Могилёвской области), змеевик, змей-трава, змейка, капелюшник, красуха, лапушник водяной (местное название в Костромской области), лягушечник, медвежьи лапки (местное название в Смоленской области), образки, озёрный вхтовник (вахтовник), петушки, трифоль, фиалковый корень, хлебник, хлебница, шален.
На Урале белокрыльник известен под названием богородицына помощь (помочь) — там в народной медицине он используется как универсальное средство: болеутоляющее, слабительное, антиревматическое, противовоспалительное и др.

## Ботаническое описание
Многолетнее травянистое растение с ползучими или лежачими побегами высотой 10—25 см.
|  |
|  |
|  |
|  |
|  |

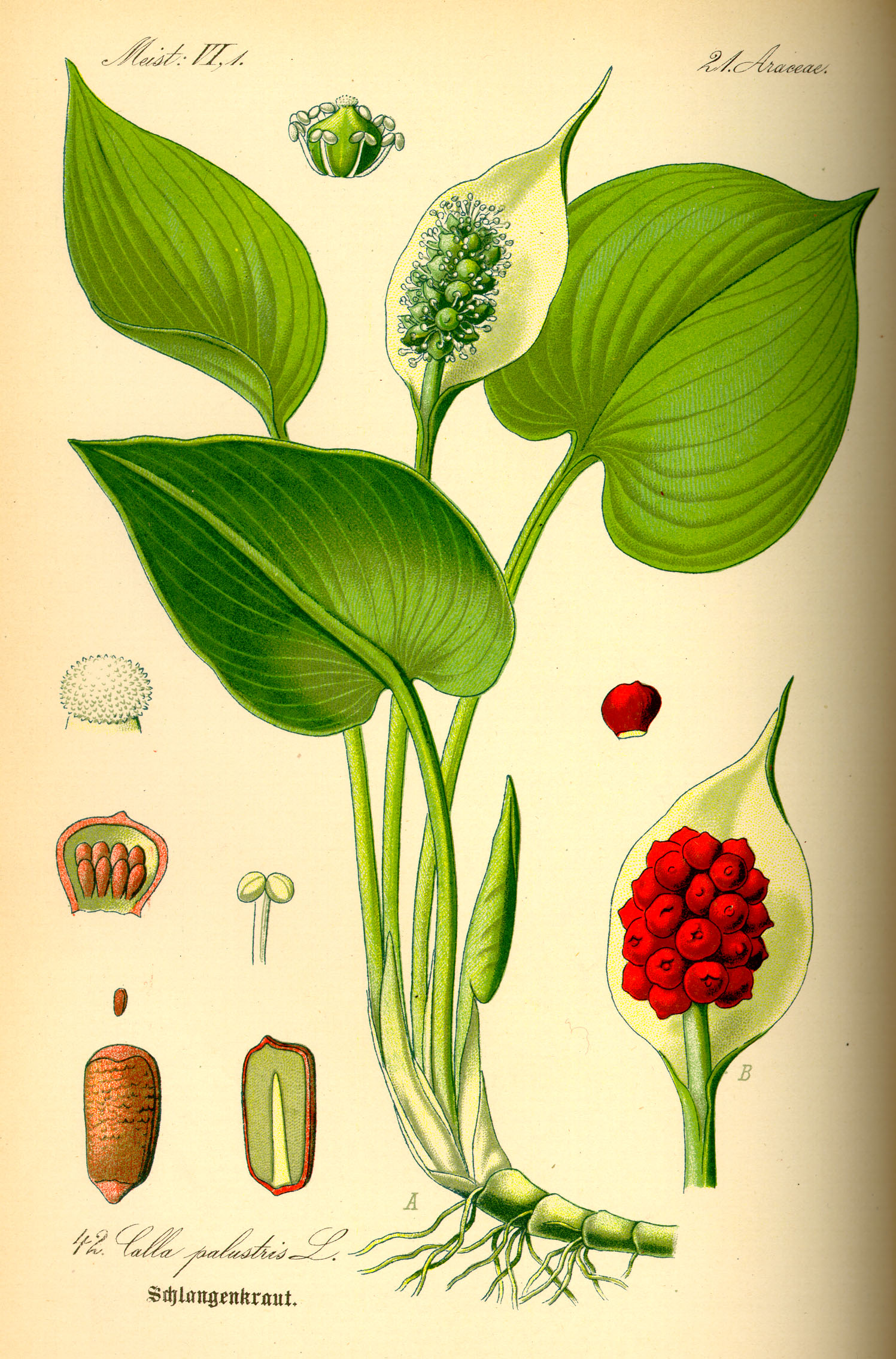

Корневище членистое, ползучее, полое и толстое (в поперечнике 0,8—2 см). Симподиально ветвится; на живых участках в узлах от него отходят многочисленные мочковатые придаточные корни, длина которых часто достигает 60 см. Живое корневище со стеблем достигает 1 м длины, а на сплавинах — до 1,4 м. По А. Кернеру, «стебли … белокрыльника … производят впечатление, точно по земле ползут черви». Если корневище стелется по поверхности субстрата, то имеет тёмно-зелёную окраску. Междоузлия корневища неравные, от 0,4 до 6 см длиной. На узлах после отмирания листьев остаются кольцеобразные рубцы. Корни белые, имеют на всем протяжении одинаковую толщину (1,5—2 мм) и тупой кончик; в воде не ветвятся, в торфянистой почве образуются тонкие боковые корешки. На большинстве узлов находятся по одной пазушной почке возобновления. Корневые волоски и микориза у корней не отмечены.
Листья одиночные, очерёдные, овально-сердцевидные, с заострёнными концами и гладким краем; направлены вертикально вверх. На главном побеге их 10—20. Пластинка листа толстая, блестящая, длиной 6—16 см, шириной 5—14 см, с перисто-дуговидным жилкованием, яйцевидно-сердцевидная, у вершины оттянуто-заострённая; густозелёная сверху и более бледная с нижней стороны. Обе её стороны имеют приблизительно одинаковое количество округлых устьиц. Многочисленные боковые дуговидные жилки отходят от срединной на разных уровнях и, загибаясь вперед, сливаются в несколько жилок, доходящих до верхушки пластинки листа.
Черешок длинный, до 1 см толщиной, вогнут на адаксиальной стороне, отходит над основанием перепончатого кожистого влагалища, равного половине длины черешка, верхняя часть которого свободно выдаётся, образуя крупный язычок (лигулу). На засушенном материале черешок часто становится жёлтым или оранжевым. Язычки молодых листьев имеют форму конуса и покрывают передний конец поднимающегося побега с молодыми листьями и пазушными почками. Молодые пластинки в почке закручены, причём последующий лист закручен в противоположном направлении по отношению к нижерасположенному листу.
Поликарпик. Цветки многочисленные, обоеполые, мелкие (до 1 см), без околоцветника, расположены по спирали. Тычинок в цветке обычно шесть (иногда до десяти). Завязь короткояйцевидная с 6—12 удлинёнными семязачатками; образована тремя или более (до шести) плодолистиками, число последних зависит от положения цветка в соцветии и, как правило, увеличивается сверху вниз. Менее трёх плодолистиков в завязи не обнаружено. Рыльце сидячее, густо покрытое прозрачными папиллёзными липкими выростами. На вершине початка имеются только мужские цветки, состоящие из шести тычинок в двух кругах. Тычиночные нити плоские, 1,5—2 мм длиной, 0,5 мм шириной, вдвое длиннее пыльников. Пыльники белые, широкоэллиптические, двухкамерные. Наблюдения Д. А. Кожевникова доказали ошибочность мнения, что цветки белокрыльника однополые, то есть женские состоят из одного пестика, окружённого однотычиночными мужскими цветками. Это мнение возникло, вероятно, потому, что в сформировавшихся початках трудно провести границу между отдельными цветками. По Кожевникову, цветки белокрыльника обоеполые, но граница между ними хорошо видна только на ранних стадиях развития.
Цветки собраны в плотные удлинённые цилиндрические соцветия-початки до 6 см длины на толстой вертикальной цилиндрической ветви до 30 см высотой, окружённой кроющим листом-покрывалом. Покрывало имеет влагалище и яйцевидную пластинку 4—6 см длиной, наверху суженную в линейный кончик, сверху белую, снизу зелёную; влагалище без язычка или он очень маленький, реже влагалище длинное, сросшееся с цветоносом. Основание пластинки покрывала имеет два ушка, одно ниже другого. Покрывало охватывает соцветие до его распускания, образуя бутон. Обычно покрывало одно, но изредка встречаются на соцветии два, три или четыре покрывала, причем расположены они очерёдно, а их размеры уменьшаются снизу вверх. Покрывало становится зелёным после опыления цветков и служит для дополнительного фотосинтеза. Соцветие терминальное, очень редко наряду с ним возникает боковое соцветие. Высота соцветия равна длине листа или немного короче его. Пыльца растения склеена в комочки и не может летать. Опыление происходит при помощи насекомых. Время цветения — со второй половины мая по середину июня.
Плоды — мелкие (в диаметре 6—8 мм) ярко-красные сочные ягоды, собранные в густые короткие цилиндрические соплодия. Плоды созревают примерно через месяц после цветения; в европейской части России растения плодоносят в конце августа. Ягода содержит от трёх до двенадцати семян. Зрелые ягоды заполнены прозрачной студенистой, упругой массой, расположенной преимущественно над семенами. Толщина стенок завязи, из которой образуется внешняя мясистая часть ягоды, неодинакова в разных местах. Наиболее тонка боковая стенка ягоды в месте её прикрепления к оси початка. Зрелые семена коричневые, овальные, размером 3×2 мм, с параллельными продольными неглубокими бороздками. Семена, не освободившиеся от мякоти ягоды, — фиолетовые; после освобождения от мякоти они становятся коричневыми. Семенная оболочка толстая, содержит много воздушных полостей, благодаря чему семена хорошо плавают. Поверхность семян покрыта восковым налётом, не смачивается водой. Семя содержит обильный эндосперм, в котором заключён крупный зародыш, почти равный длине семени и разделённый на трубковидную семядолю, зачаток зародышевого корешка и зародышевую почечку.
Диплоидные числа хромосом белокрыльника: 2n = 36, 2n = 72.
Осенью, после подгнивания цветоноса, соплодие падает на влажную почву или в воду. Плоды от разбухания разрываются, семена высвобождаются из ягод (в одном соплодии содержится 350—400 семян). В оболочке семян имеется воздухоносная ткань, по этой причине они хорошо плавают, не теряя плавучести в течение многих месяцев. Прорастают семена обычно в тех местах, где на поверхности имеется слой воды, укореняясь в отмерших остатках различных растений.
Белокрыльник размножается как семенами, так и вегетативно — при помощи корневищ или отламывающихся почек возобновления. Куртины белокрыльника площадью в несколько квадратных метров образуются исключительно за счёт вегетативного разрастания и размножения. Ежегодно на корневище возникают от одной до пяти боковых ветвей, которые продолжают далее существовать самостоятельно, нарастая в длину и образуя новые боковые побеги. Кроме того, вегетативное размножение происходит за счёт почек возобновления, которые отломились от основного корневища. Прилипшие вместе с почвой к лапам птиц почки могут быть перенесены пернатыми в другие места. В благоприятных условиях у почек образуются придаточные корни и из почек формируются новые растения.

## Распространение и среда обитания
Белокрыльник болотный — голарктический бореальный вид, обычное растение практически для всей умеренной зоны Северного полушария. Он имеет самый северный ареал в семействе Ароидные, поднимаясь вплоть до субарктического пояса.
Распространён в Северной, Центральной, Восточной и Южной Европе (Румыния, Франция), Северной Америке (в том числе на Северо-Западных территориях, Юконе и Аляске), районах с умеренным климатом в Азии (Китай, Японские острова, Корейский полуостров).
В России обычен в европейской части, Сибири и на Дальнем Востоке. Северная граница ареала идёт от центральной части Карелии на Архангельск, Мезенскую и Печорскую Пижму, доходит на север до Ижмы в Республике Коми; в Западной Сибири она спускается к 63°30' с. ш. на Енисее, в Якутии идёт по Вилюю и поднимается по Лене до Жиганска, направляясь на восток по Алдану. Южная граница проходит фрагментарно через Воронежскую, Тамбовскую, Пензенскую, Оренбургскую области; далее через Алтайский край (Кулундинские боры), юг Красноярского края, Прибайкалье, Приамурье и Приморье к озеру Ханка. Встречается на Камчатке, Кунашире (на других Курильских островах отсутствует), Сахалине.
Предпочитает водные и увлажнённые местообитания с богатым минеральным питанием: его можно встретить на болотах, в канавах, на топких берегах стариц, озёр, ручьёв, на мелководьях с хорошим грунтовым или намывным питанием; часто он наполовину погружён в воду. Во время цветения и плодоношения белокрыльник становится весьма заметен на общем неярком фоне своих типичных мест обитания: весной обращает на себя внимание белизна покрывал его соцветий, позже — ярко-красные ягоды.
Белокрыльник — компонент гигрофильных и болотных фитоценозов. В эутрофных местообитаниях, например, в черноольшанниках, вероятно, оптимальные условия для растения: он образует здесь густые и большие заросли, побеги достигают 35—40 см высоты, листья с крупными пластинками. Хорошо развивается растение также на сплавинах, образуя чистые заросли. Наиболее крупны его особи по краям сплавины. Гораздо хуже развивается белокрыльник в травяно-сфагновых сообществах. Здесь уменьшается его численность, он не образует чистых зарослей. Побеги размещены рассеянно, их высота лишь 10—15 см, листовые пластинки некрупные. Признаки сильного угнетения особенно выражены у белокрыльника в местообитаниях с мощным сфагновым покровом. В этих случаях из мха торчит только листовая пластинка желтоватого цвета небольших размеров.
Белокрыльник — типичный гигрофит, теневыносливое растение, хорошо развивается под пологом ольхи чёрной. В безлесных сообществах (на озёрных сплавинах и островках) молодые листья растения обычно свёрнуты в трубку и расположены вертикально; это расценивают как приспособление против сильного испарения воды и перегрева лучами солнца.
По экологической классификации растений Элленберга, белокрыльник — полутеневой-полусветовой вид, растущий на сырых, плохо аэрируемых почвах, со слабокислой, нейтральной, в некоторых случаях кислой или основной реакцией, бедных или промежуточных по содержанию азота. По другим данным, белокрыльник болотный — слабоацедофильный вид, для него благоприятны местообитания со значениями рН = 4,1—6,0. На болотах Ленинградской области белокрыльник обитает на субстратах с рН = 5,25—5,85.
Несмотря на значительную массу белокрыльника в некоторых болотных фитоценозах, его роль как торфообразователя ничтожна вследствие быстрого разрушения его отмерших частей.

### Охранный статус
Считается, что белокрыльник болотный находится в критически угрожаемом состоянии в Хорватии и в угрожаемом состоянии в Швейцарии и Чехии. Охраняется на всей территории Франции и Чехии.
В России белокрыльник болотный включён в Красные книги Алтайского и Камчатского краёв, Белгородской, Воронежской, Курской, Магаданской, Мурманской, Самарской, Саратовской и Смоленской областей.
На Украине включён в Красные книги Закарпатской, Сумской, Тернопольской, Харьковской и Черновицкой областей (Красная книга Украины).

### Палеоботанические сведения
Ископаемые остатки белокрыльника известны из отложений рисс-вюрмской межледниковой эпохи: у Галича Костромской области, в Смоленской области и на Немане к северу от Гродно.

## Консортивные связи
Белая окраска верхней стороны покрывала и слабый неприятный запах цветков привлекают к цветущим початкам насекомых, любящих гниль. Среди них особенно характерны двукрылые: Drosophilla graminum Pall., Hydrella griseola Pall. и виды родов Chironomus и Tachydromia, а также мелкие жуки Cassida nobilis L., Aphthona coerulea Payk., Hypera polygoni L., Sitona sp., Melygetes sp.. Жуки из рода Oxythyrea осуществляют опыление цветков белокрыльника.
По данным Ефремова и Алексеева, на цветках растения чаще других встречаются жуки из рода Meiygetes (семейство Nitidulidae), которые питаются пыльцой и опыляют цветки. Их можно считать основными опылителями в центре европейской части России. Кроме того, на цветках зарегистрированы жуки Anisostica novemdecimpunctata L. (Coccinellidae) и мухи Helophilus lineatus F. (Syrphidae), которые также могут осуществлять опыление. Опылителями могут быть трипсы Thysanoptera и улитки Helix horteneis L., которые, ползая по початкам, пачкаются в пыльце.
Белокрыльник повреждается некоторыми чешуекрылыми. Гусеницы Arctia caja L. и Pergesa elpenor L. повреждают листья, а гусеницы листовёртки Clepsos spectrana Tr. (Clepsos costana F.) повреждают и листья, и початки. Первые два вида встречаются редко и не приносят существенного вреда растению. Гусеницы листовёртки встречаются гораздо чаще и в годы своего массового размножения могут сильно повреждать початки. Листья белокрыльника минируют личинки жуков-долгоносиков Tanysphyrus callae и Tanysphyrus khancaensis.
Белокрыльник — важный осенний нажировочный корм лосей, входит в рацион ондатр, бурых медведей (в весенне-летний период), выхухолей, речных бобров, водяных крыс.

## Химический состав, токсичность
Белокрыльник болотный — ядовитое растение, в сыром виде для человека и сельскохозяйственных животных ядовиты все его части. В растении содержатся алкалоиды (0,042 %) и вещество, похожее на сапонин. Известны случаи массового отравления крупного рогатого скота.
Трава содержит много кремния, флавоноиды, смолистые вещества, стерины, органические кислоты, свободные сахара. В корневищах найдены смолы, крахмал, сахара. Все части растения содержат соединения кремния. В траве 213,4 мг% аскорбиновой кислоты.
Сок свежего растения оказывает местно раздражающее действие, вызывает воспаление. При попадании внутрь организма растение угнетает деятельность сердца, вызывает рвоту, оцепенение, судороги.

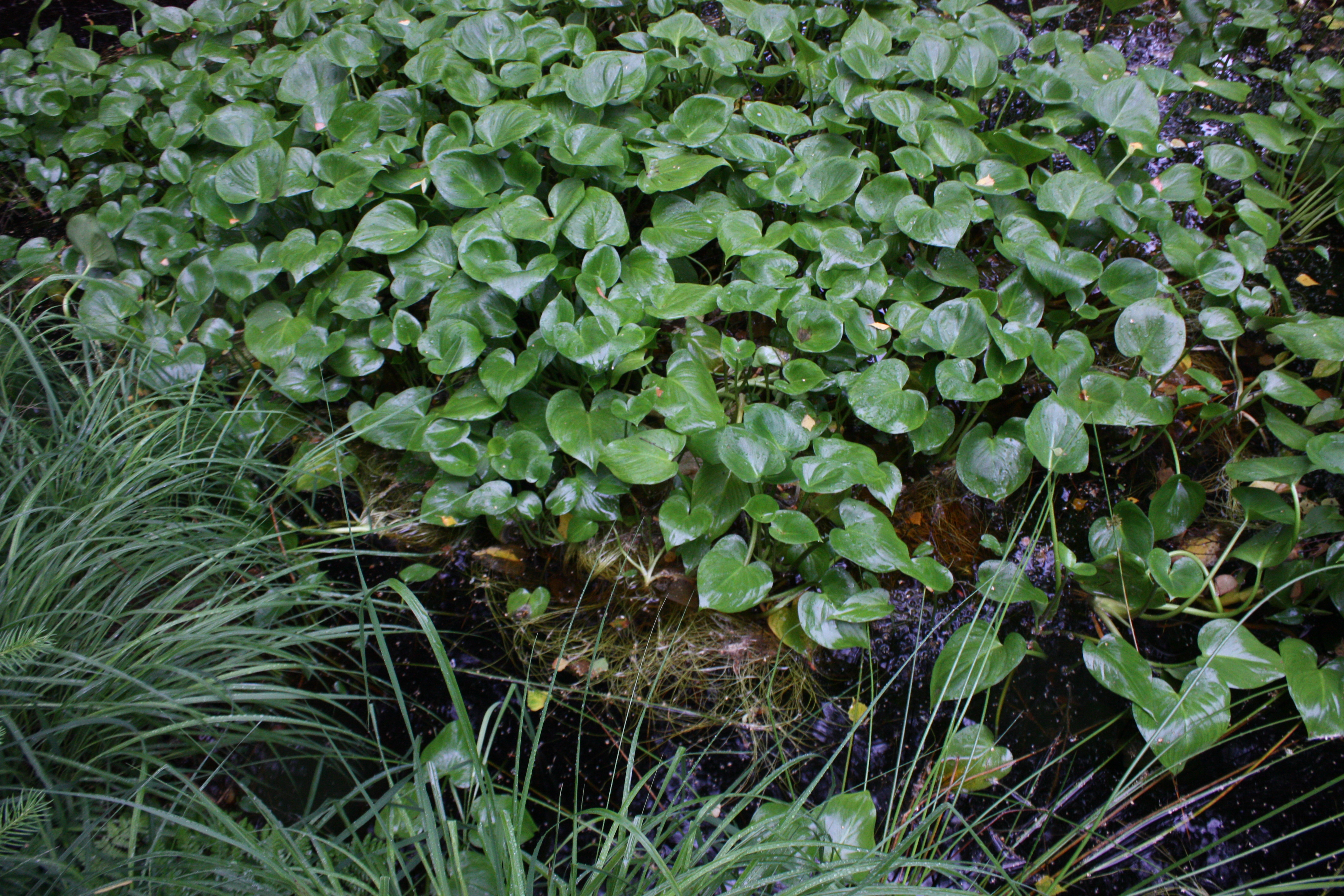
В Словиньском национальном парке, Польша

При отравлении белокрыльником, как и при отравлении другими сапонинсодержащими растениями, у животных происходит поражение одновременно и пищеварительного тракта, и центральной нервной системы. Наблюдается слюнотечение, дрожь, тимпанит, слабый и частый пульс; очень быстро может наступить смерть.
Лечение при отравлении животных белокрыльником заключается в устранении вздутия живота, после чего животным дают слабительные средства и поддерживают деятельность сердца. Профилактика отравлений заключается в том, чтобы не допускать животных к болотистым местам, особенно в тех случаях, когда животные голодны или в течение длительного времени не получали зелёных кормов.

## Применение в медицине
Компрессам из свежих корневищ приписывали свойство вытягивать из тела волосатиков и иглы. Листья, разваренные в молоке, прикладывали к пальцам, поражённым панарицием или остеомиелитом. Отвар корневища принимали при водянке и отёках. Все части растения применяли как болеутоляющее средство при ревматизме и сифилитических язвах. Траву белокрыльника под названием «колун» использовали в XVII веке в Якутии как мочегонное средство при задержании мочи, а плоды давали детям как слабительное при грыже и запоре. Отвар подземной части использовали как отхаркивающее, противолихорадочное, при гипоксии, головной боли, гипофункции желудка. Плоды используют при полипах в носу, злокачественных новообразованиях.
В народной медицине известны рецепты настойки корневища, применяемой при укусах ядовитых змей. Ирокезы в качестве припарки от змеиных укусов используют отвар корней и стеблей. Кроме того, при укусах ядовитых змей (а также при ревматизме) применяли истолчённые свежие подземные части.
Индейцы потаватоми припарками из толчёного корня лечат опухоли.
Чай из сушёных корней используют для лечения простуды и гриппа, затруднённого дыхания, кровотечений.
Корневище можно использовать в пищу после сушки, измельчения в порошок и тщательной тепловой обработки. Полученный порошок богат крахмалом и может использоваться в качестве муки для изготовления хлеба, особенно в сочетании с мукой зерновых. Плоды и семена готовят аналогичным образом, порошок из них неприятно пахнет, но питателен. Ядовит и потому не используется на корм сельскохозяйственным животным. 
В старину крестьяне северных губерний России примешивали порошок корневища к ржаной муке для выпечки хлеба (отсюда и произошло русское народное название растения — «хлебница», «хлебник» и «житница»), употребляли листья и корни (в варёном виде) на корм свиньям.
Корни белокрыльника заготавливают для получения ценного пенообразующего вещества — сапонина.
Сок, выжатый из подземной части, проявляет фитонцидную, протистоцидную активность; может быть использован как инсектицид против гусениц непарного шелкопряда.
Экстракт надземной части в эксперименте увеличивает амплитуду сокращений сердца лягушки на 23 %, при этом не изменяет их частоты.

## Культивирование
Растение используют ландшафтные дизайнеры и садоводы-любители для декоративного оформления берегов водоёмов в парках и садах. Культивируемые растения неприхотливы, теневыносливы, мирятся со временным пересыханием водоёмов. Быстро разрастаясь, образуют плотный ковёр и полностью скрывают берега. Зоны морозостойкости USDA 4—8. Подходящие почвы песчаные, суглинистые и тяжёлые глинистые. Может расти на очень кислых, кислых и нейтральных почвах. Лучшее время для посева семян — конец лета, как только они созреют, потому что всхожесть прошлогодних семян ухудшается. Семена высевают в горшки с почвой, которые на зиму ставят в лотки с водой (около 3 см) в оранжереях. Горшки выносят на постоянное место в конце весны или начале лета, когда минует угроза поздневесенних утренних заморозков. В тёплое время года возможно размножение делением корневищ. Отрезок корневища помещают в воду или в горшок с очень влажной почвой. Размножение черенками возможно летом, для этого используют донный ил.
Белокрыльник пригоден для выращивания во влажной оранжерее или террариуме.

## Систематика

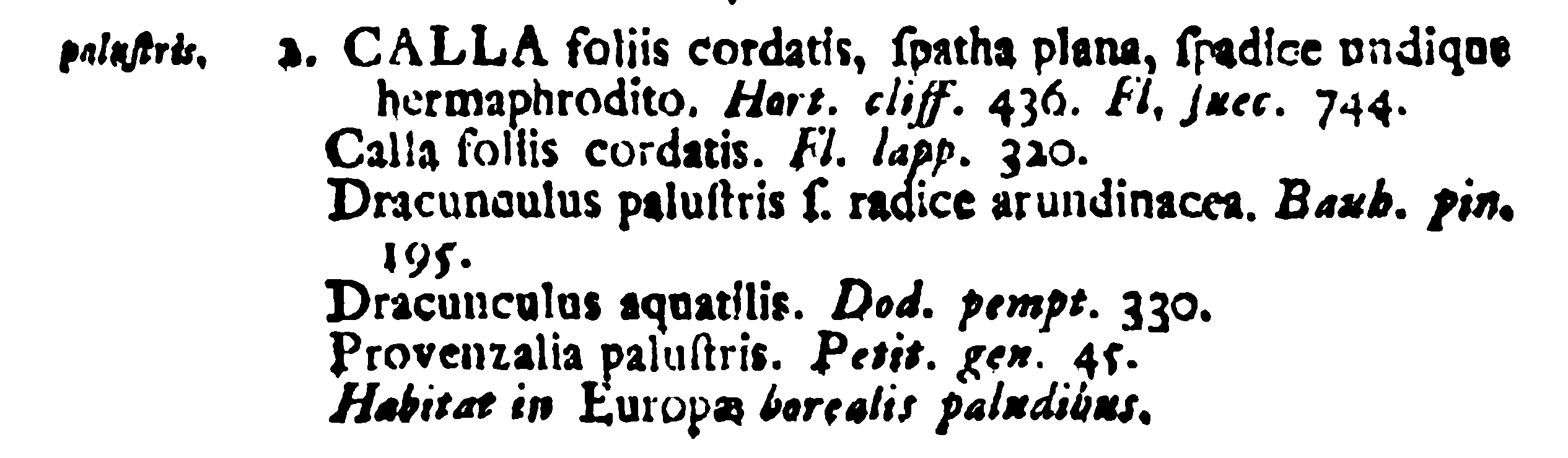
Описание белокрыльника болотного в первом издании Species Plantarum Карла Линнея (1753)

Средневековые авторы включали белокрыльник болотный в род Дракункулюс (Dracunculus). В начале 1700-х годов французский врач М. Пети в работе Lettres выделил растение в новый род Prouvenzalia (вид Prouvenzalia palustris). В 1753 году в первом издании Species plantarum (исходном пункте ботанической номенклатуры) Линней этим названием не воспользовался, взяв в качестве родового названия слово Calla из «Естественной истории» Плиния Старшего.
Объём рода ранее понимался шире, чем сейчас. В первом издании Species plantarum Линней включил в род Calla два вида — Calla palustris и Calla aethiopica (сейчас правильным названием этого вида считается Zantedeschia aethiopica Spreng., 1826). Во втором издании Species plantarum (1763) Линней дополнительно включил в этот род вид Calla orientalis (сейчас — Biarum crispulum Engl., 1884). Позже некоторые другие ароидные также рассматривались различными авторами в составе рода Calla: Alocasia macrorrhizos G.Don [syn. Calla badian Blanco, syn. Calla maxima Blanco], Colocasia esculenta Schott [syn. Calla gaby Blanco], Homalomena aromatica Schott [syn. Calla aromatica Roxb.], Homalomena humilis Hook.f. [syn. Calla humilis Jack], Monstera adansonii Schott [syn. Calla dracontium G.Mey.], Schismatoglottis calyptrata Zoll. & Moritzi [syn. Calla calyptrata Roxb.], Zantedeschia elliottiana Engl. [syn. Calla elliottiana W.Watson] и пр. Многие декоративные виды ароидных, выращиваемые на срезку и как горшочные культуры, до сих пор называются в садоводстве и коммерции «каллами». В основном это название применяют к поступающим в продажу по всему миру растениям из южноафриканского рода Зантедеския (Zantedeschia) — особенно к зантедескии эфиопской (Zantedeschia aethiopica) и зантедескии Эллиотта (Zantedeschia elliottiana). Более того, иногда в научной и другой литературе «Белокрыльник» и «Калла» указывается в качестве русского названия рода Зантедексия, для растения «затедексия эфиопская» используется название «Белокрыльник эфиопский» или «Калла», а для «зантедексии Эллиотта» используется название «Белокрыльник Эллиотта».
Согласно современным представлениям, Белокрыльник болотный (Calla palustris) — единственный вид рода Белокрыльник (Calla), единственного рода в подсемействе Калловые, или Белокрыльниковые (Calloideae) семейства Ароидные, или Аронниковые (Araceae). Описан из Европы (Habitat in Europæ borealis paludibus). Типовой экземпляр хранится в гербарии Карла Линнея в Лондоне.

### Таксономическая схема
|  |                  |  |                   |                                      |                        |  | ещё 58 порядков цветковых растений (APG III, 2009) | ещё 58 порядков цветковых растений (APG III, 2009) |                                 |  |                                        |  | ещё более ста родов, в том числе Аглаонема, Алоказия, Аморфофаллус, Антуриум, Аризема, Аронник, Вольфия, Диффенбахия, Дракункулюс, Зантедеския, Колоказия, Монстера, Потос, Ряска, Спатифиллюм, Сциндапсус, Филодендрон, Эпипремнум | ещё более ста родов, в том числе Аглаонема, Алоказия, Аморфофаллус, Антуриум, Аризема, Аронник, Вольфия, Диффенбахия, Дракункулюс, Зантедеския, Колоказия, Монстера, Потос, Ряска, Спатифиллюм, Сциндапсус, Филодендрон, Эпипремнум |  |
|  |                  |  |                   |                                      |                        |  | ещё 58 порядков цветковых растений (APG III, 2009) | ещё 58 порядков цветковых растений (APG III, 2009) |                                 |  |                                        |  | ещё более ста родов, в том числе Аглаонема, Алоказия, Аморфофаллус, Антуриум, Аризема, Аронник, Вольфия, Диффенбахия, Дракункулюс, Зантедеския, Колоказия, Монстера, Потос, Ряска, Спатифиллюм, Сциндапсус, Филодендрон, Эпипремнум | ещё более ста родов, в том числе Аглаонема, Алоказия, Аморфофаллус, Антуриум, Аризема, Аронник, Вольфия, Диффенбахия, Дракункулюс, Зантедеския, Колоказия, Монстера, Потос, Ряска, Спатифиллюм, Сциндапсус, Филодендрон, Эпипремнум |  |
|  |                  |  |                   | отдел Цветковые, или Покрытосеменные |                        |  |                                                    |                                                    | семейство Ароидные              |  |                                        |  | | |  |
|  |                  |  |                   | отдел Цветковые, или Покрытосеменные |                        |  |                                                    |                                                    | семейство Ароидные              |  | единственный вид Белокрыльник болотный |  | | |  |
|  | царство Растения |  |                   |                                      | порядок Частухоцветные |  |                                                    |                                                    | род Белокрыльник                |  |                                        |  | | |  |
|  | царство Растения |  |                   |                                      |                        |  |                                                    |                                                    |                                 |  |                                        |  | | |  |
|  |                  |  | ещё 13—16 отделов | ещё 13—16 отделов                    |                        |  |                                                    | ещё 12 семейств (APG III, 2009)                    | ещё 12 семейств (APG III, 2009) |  |                                        |  | | |  |
|  |                  |  |                   | ещё 13—16 отделов                    |                        |  |                                                    |                                                    | ещё 12 семейств (APG III, 2009) |  |                                        |  | | |  |

## Синонимы

### Синонимы рода
Гомотипный
- Callaria Raf., 1818, nom. superfl.

Гетеротипные
- Aroides Heist. ex Fabr., 1763
- Provenzalia Adans., 1763
- Callaion Raf., 1837[59].

### Синонимы вида
По информации базы данных The Plant List (2013), в синонимику вида входят следующие названия:
- Calla brevis (Raf.) Á.Löve & D.Löve
- Calla cordifolia Stokes
- Calla generalis E.H.L.Krause
- Calla ovatifolia Gilib., nom. inval.
- Calla palustris f. aroiformis Asch. & Graebn.
- Calla brevis f. gracilis Asch. & Graebn.
- Calla brevis f. palustris
- Calla brevis f. polyspathacea Vict. & J.Rousseau
- Callaion bispatha (Raf.) Raf.
- Callaion brevis (Raf.) Raf.
- Callaion heterophylla (Raf.) Raf.
- Callaion palustris (L.) Raf.
- Dracunculus paludosus Montandon
- Provenzalia bispatha Raf.
- Provenzalia brevis Raf.
- Provenzalia heterophyla Raf.
- Provenzalia palustris (L.) Raf.

| |  |  |  |  |
| Ботанические иллюстрации разных лет: из книги «New Kreüterbuch» Леонарта Фукса, 1543; Я. Штурма, 1796; С. Кёртиса, 1816; А. Лунцера, 1879; К. Линдмана, между 1917 и 1926 |  |  |  |  |